# Taurocottus
Taurocottus is een monotypisch geslacht van straalvinnige vissen uit de familie van donderpadden (Cottidae).

## Soort
- Taurocottus bergii Soldatov & Pavlenko, 1915